# Björn B. Sandström
Björn B Sandström, född 1941, är överstelöjtnant, företagskonsult och författare. Under sexton år ansvarade han för kustförsvaret i Bråviken. Han är författare till sju fackböcker i management och marknadsföring bl.a. Marknadskrigföring (Liber 1985), Att lyckas som operativ ledare (Industrilitteratur 2004) och Företagets omvärldsradar (Studentlitteratur 2006). Sedan 2008 har han också skrivit två spänningsromaner med säkerhetspolitiska förtecken, Operation Amasis resp Dårarnas Paradis, båda utgivna på göteborgsförlaget Tre Böcker.